# José Luis Martínez de Salinas Salcedo
José Luis Martínez de Salinas Salcedo (Alesón 1922-  2017) fue un  médico cirujano pulmonar español director del hospital del tórax  Amara en San Sebastián entre 1957 y 1987. También fue consejero de sanidad en el gobierno de La Rioja en 1989.

## Biografía y trayectoria profesional
Nació en Alesón, provincia de Logroño y era hijo de los marqueses de Fuerte-Hijar. Tras terminar sus estudios y especialización comenzó su trabajo en el sanatorio antituberculoso de  Andazarrate (Guipúzcoa).
En 1953 se inauguró  el hospital de Amara antituberculoso también llamado hospital del tórax que unificó  los pacientes tuberculosos de la provincia que se encontraban en el sanatorio Nuestra Señora de las Mercedes, Sanatorio antituberculoso de Andazarrate  y pabellón infantil Doker.
En 1957 fue nombrado director del hospital de Amara donde desarrolló su actividad hasta 1987.
Entre 1957 y 1961 presidió la Academia Médico Quirúrgica de Guipúzcoa y en los años 1970 y 1987 presidió los congresos nacionales de la Sociedad Española de Patología Respiratoria.  También fue uno de los cofundadores del hospital privado  la Policlínica Guipúzcoa en 1975.
Desempeñó las funciones como consejero en el gobierno de la Rioja de Salud, Consumo y Bienestar Social entre los años 1989-1990 durante el Gobierno de Joaquín Espert  recibiendo por ello en el año 2008 la medalla de La Rioja.
Participó en diversas actividades culturales llegando a presidir la Asociación de Amigos de los Castillos de la Rioja.